# Going My Way (chanson)
Pour le film de Leo McCarey, voir La Route semée d'étoiles "Going My Way".
Singles de Up Up Girls Kakko Kari
Barbare I LOVE YOU
(27 juin 2012)
Going My ↑ (qui se lit Going My Way), est le premier single indépendant (dit « indie ») du groupe japonais Up Up Girls Kakko Kari.

## Développement
Going My ↑ marque les débuts du groupe composé de sept membres issus du Hello! Pro Egg. Il est initialement publié sous une édition spéciale intitulé Going my ↑ (Kakko Kari Version) comprenant seulement une version différente de la chanson-titre originale sous le label Up-Front Works le 10 mars 2012. Une version numérique est publiée le 26 mars 2012. Le single sort enfin en CD le 25 avril 2012 toujours sous Up-Front Works en une seule édition,, ; le CD contient la chanson-titre originale (écrit par Naoka Takai, composée et produite par Michitomo), accompagnée de sa version instrumentale ainsi qu'une chanson en face B Onegai Miwaku no Target comme ici étant une reprise d'un titre de Melon Kinenbi, ancien groupe du Hello! Project, sorti en single six ans auparavant.
Il s'agit du premier single à figurer sur le premier album du groupe First Album Kakko Kari qui sera mis en vente l'année suivante, le 30 janvier 2013.

## Liste des titres
| 1. | Going my ↑ Kakko Kari (Going my ↑ (仮)) |  |

| 1. | Going my ↑                                       | michitomo                  | Naoka Takai | par Up Up Girls Kakko Kari |  |
| 2. | Onegai Miwaku no Target (お願い魅惑のターゲット) | Tanaka Hidenori, michitomo | Kenji Ueda  | par Melon Kinenbi          |  |
| 3. | Going my ↑(Instrumental)                         | michitomo                  | Naoka Takai | par Up Up Girls Kakko Kari |  |

## Formation
Membres crédités sur le single : 
- Minami Sengoku – Leader
- Konatsu Furukawa
- Saki Mori
- Ayano Satō
- Azusa Sekine
- Manami Arai
- Akari Saho